# François-Marie-Anatole de Rovérié de Cabrières
François-Marie-Anatole de Rovérié de Cabrières, francoski rimskokatoliški duhovnik, škof in kardinal, * 30. avgust 1830, Beaucaire, † 21. december 1921.

## Življenjepis
24. septembra 1853 je prejel duhovniško posvečenje.
18. decembra 1873 je bil imenovan za škofa Montpellierja; potrjen je bil 16. januarja 1874 in 19. marca istega leta je prejel škofovsko posvečenje.
27. novembra 1911 je bil povzdignjen v kardinala in imenovan za kardinal-duhovnika Santa Maria della Vittoria, Rim.